# 鹿児島県立甲南高等学校

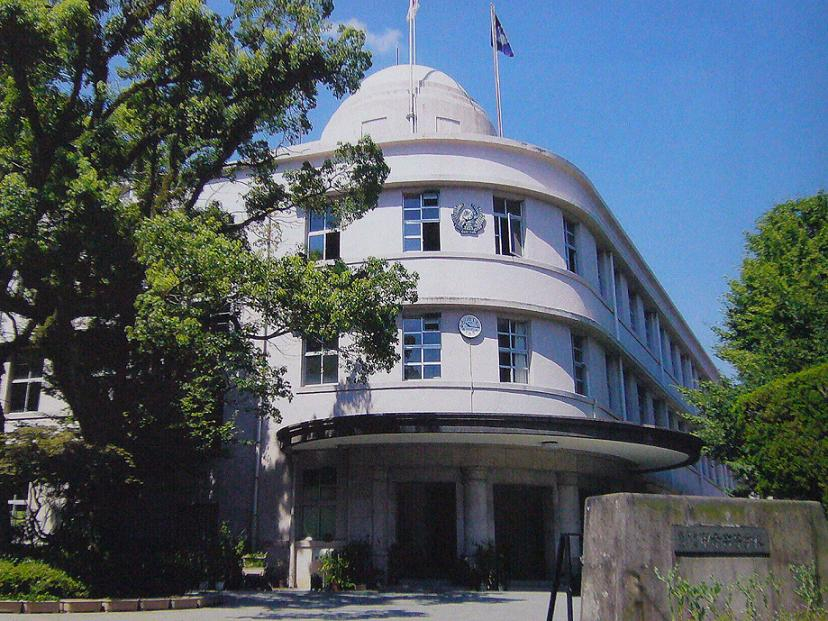
正面玄関と本館（2007年夏撮影）

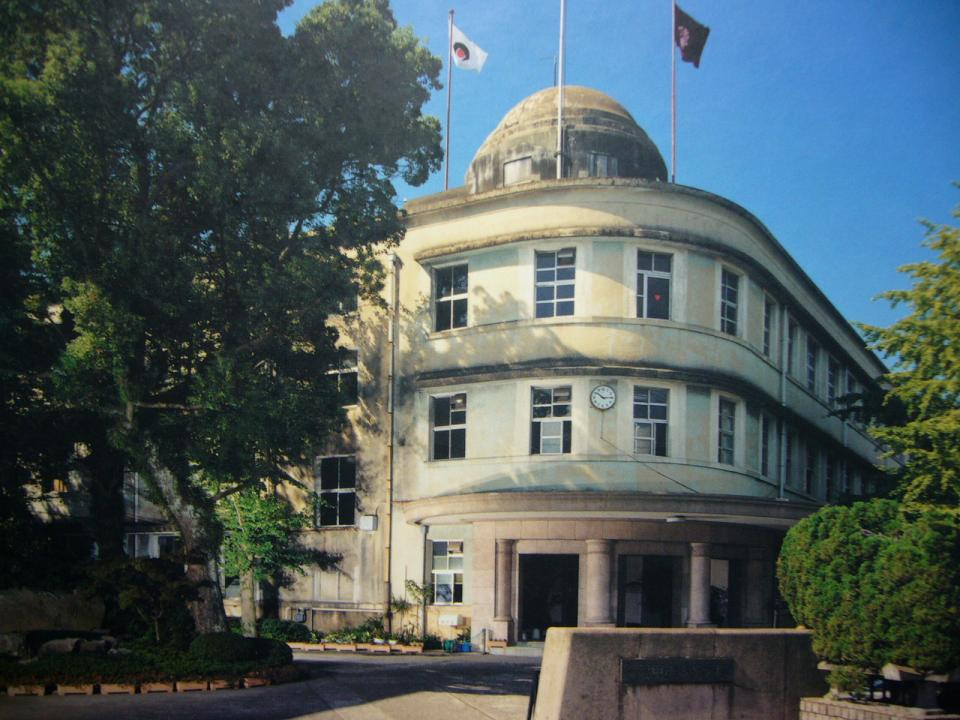
正面玄関と本館（旧塗装、1995年4月撮影）

鹿児島県立甲南高等学校（かごしまけんりつこうなんこうとうがっこう 英語: Kagoshima Prefectural Konan High School）は、鹿児島県鹿児島市上之園町にある県立高等学校である。旧制学校時代の鹿児島県立第二鹿児島中学校と鹿児島県立第二高等女学校はそれぞれ「二中（鹿児島二中）」「二高女」と通称された。

## 概要
校訓
- 「剛・明・直」
- 「気高く・優しく・健やかに」
  - それぞれ、二中と二高女の校訓を受け継いでいる。

校章
- 甲南高校の校章は、二中の「鹿の角」と二高女の「撫子」を組み合わせて図案化したもので、当時校章制定委員会の長を務めていた美術部員が考案した[1]。

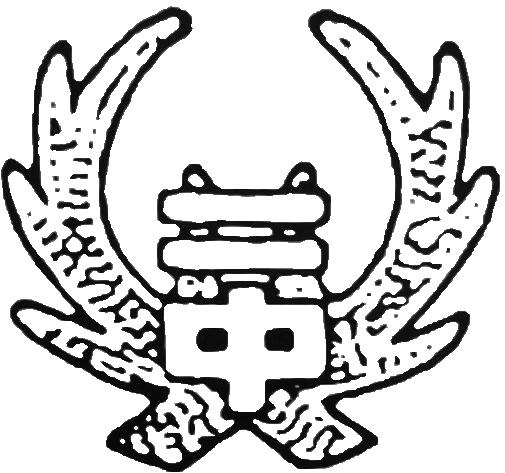
二中校章（鹿の角）
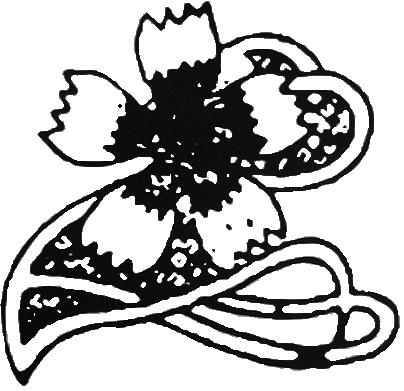
二高女校章（撫子）
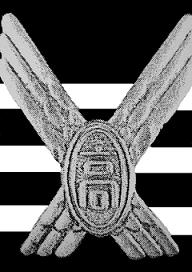
新制鹿児島高等学校校章（両翼の羽）
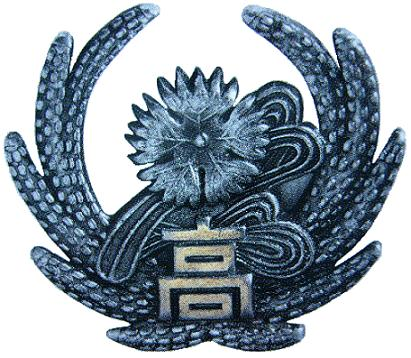
甲南高校章（鹿の角に撫子）

校名の由来
- 同校所在地である甲突川の南に、大久保甲東（大久保利通）の生誕地と西郷南洲（西郷隆盛）の居住地跡があり、両先人の名に通ずる[2][3]。
- 「甲」の文字には、“きのえ”といわれるように、十干の最初の文字で「第一位」という意味がある[4]。
- 校名候補として他に「荒田」「麑城（げいじょう）」があった[5]。

校内のシンボル
- クスノキ（楠、樟）
  - 創立100周年を記念し校木（シンボルツリー）に制定された。校庭の本館東校舎そばにある。
- 蔦
  - 本館北校舎中2階（文学部室）の外壁に生い茂っている。同窓会誌名『蔦のある窓』や過去複数回発行された当校文学部の会誌別冊『つた』の名称は、これに由来する。
- ドーム
  - 本館正面玄関の真上にある。このドームの外壁に国旗、県旗、校旗の掲揚ポールがあり、校庭には掲揚台がない。校庭で行われる体育祭開閉会式の国旗、県旗、校旗掲揚降納もこのドーム脇の掲揚ポールで行われる。

アクセス
- 鉄道・軌道
  - 九州旅客鉄道（JR九州） 九州新幹線・鹿児島本線・指宿枕崎線 - 「鹿児島中央駅」（東口）より徒歩約5分
  - 鹿児島市電 1系統 - 「二中通」電停下車、徒歩約5分
  - 鹿児島市電 2系統 - 「都通」電停下車、徒歩約5分
- 路線バス
  - 鹿児島市営バス 9・10・11・13・20・27番線、鹿児島交通 32-1番線 - 「甲南高校前」バス停下車、徒歩約1分

## 沿革

### 略歴
1884年設立の中学造士館の流れをくむとされる鹿児島県立第二鹿児島中学校（1906年創立）と、鹿児島県立第二高等女学校（1910年創立）の二校が、1948年の学制改革によってそれぞれ鹿児島県鹿児島高等学校の第四部と第二部になったのち、1949年に統合されて鹿児島県甲南高等学校として発足、開校。1956年に鹿児島県立甲南高等学校と改称して、現在に至る。

### 年表
前史
中学造士館も参照のこと。
- 1884年12月　鹿児島城跡に[6]鹿児島県立中学造士館設立。旧藩主島津忠義の造士館復興の提案を受け、県立鹿児島中学（1878年7月設立）と公立鹿児島学校（1881年9月設立）の統合という形での開校。
- 1888年4月　官立に移管・改編され鹿児島高等中学造士館と改称。
- 1896年　本科廃止。予科生を収容し、鹿児島県尋常中学造士館となる。
- 1899年4月　鹿児島県中学造士館と改称。
- 1901年5月　第七高等学校造士館 (旧制)設立に伴い、鹿児島県中学造士館の第3学年以下を収容し鹿児島県第一中学校分校を七高内に設立。

- 1901年9月　鹿児島県立鹿児島中学校分校[7][8]と改称。
- 1902年9月　上荒田町（現在地、現・上之園町）に移転。

正史
鹿児島県立第二鹿児島中学校
- 1906年4月1日　鹿児島県立鹿児島中学分校を鹿児島県立第二鹿児島中学校と改称。

- 1906年5月13日　独立記念式典挙行。この日を二中創立記念日とする。
- 1917年　中原猶介翁碑建立。
- 1921年　学友会雑誌第一号発行（雑誌部）。
- 1922年　補習科を設置。当初、第一鹿児島中学校と隔年で開設予定だったが、翌1923年に毎年開設と変更。
- 1928年10月　新校舎建設着工。
- 1930年7月19日　内部工事完了し、新校舎（現在の校舎本館）竣工。
- 1930年　標語「剛く明るく真直に」が当時の校長により提唱される。これがのちに校訓「剛 明 直」となる。
- 1932年　寄宿舎、講堂竣工。
- 1933年　軍人組を組織（軍人学校進学志望者特別学級）。
- 1936年　二中校歌制定。
- 1937年　高校組を組織（高等学校進学志望者特別学級）。
- 1941年1月　忠魂碑竣工式挙行（現「追思の碑」）。
- 1943年　映画「海軍」撮影。
- 1945年　終戦後、校舎を進駐米軍が使用するため、伊敷へ一時移転
- 1946年　伊敷より、本来の校地へ復帰。
- 1948年4月1日　学制改革により鹿児島県鹿児島高等学校第四部となる。

鹿児島県立第二高等女学校
- 1910年4月16日　山下町の鹿児島県女子師範学校内に鹿児島県立第二高等女学校設立。この日を二高女創立記念日とする。
- 1921年　補習科設置。
- 1923年　この年の新入生より5か年制となる。
- 1928年　二高女校訓が「気高く 優しく」に決定。
- 1930年　二高女校歌制定。
- 1932年　二高女校訓に“健やかに”が追加され、「気高く 優しく 健やかに」となる。
- 1940年　同窓会により家庭科（1か年制）設置。
- 1943年　鹿児島県女子師範学校が官立に移管され鹿児島師範学校女子部となったため、分離。
- 1945年6月17日　大空襲により校舎全焼。
- 1948年4月1日　学制改革により鹿児島県鹿児島高等学校第二部となる。

鹿児島県立甲南高等学校

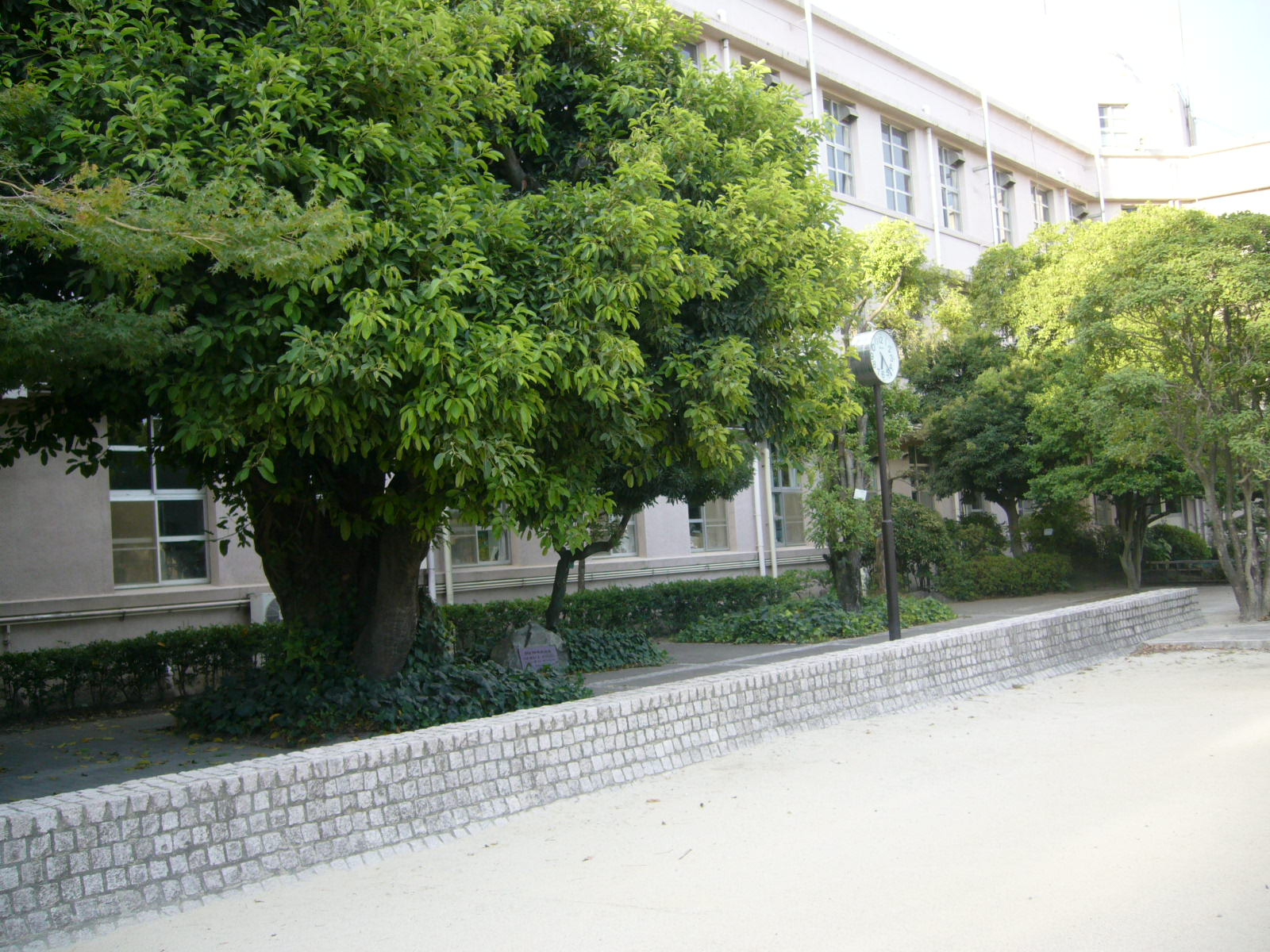
90周年記念庭園「追思の森」

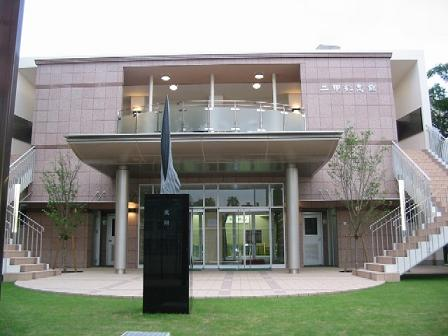
二甲記念館

- 1949年4月20日　鹿児島県鹿児島高等学校の第二部（旧二高女）と第四部（旧二中）を統合して、鹿児島県甲南高等学校が発足。
- 1949年5月25日　開校記念式典挙行。この日を甲南高校創立記念日とする。
- 1950年4月　新たに定められた学区内の新制中学校から初の入学生。定員は550名（50名×11学級）。校歌制定。移動教室制、学科自由選択制、週五日制の実施。
- 1950年8月　旧二高女脇田道場の一部を正門脇に移築し、同窓会館とする。
- 1952年3月　綜合誌[9]『甲南』第1号を発行
- 1952年4月　週五日制を廃止し、週六日制となる。制帽制定。
- 1953年3月　女子修学旅行開始（1970年まで）。
- 1955年4月　この年の新入生より定員500名（50名×10学級）。
- 1956年4月1日　鹿児島県立甲南高等学校と改称。
- 1960年　妙円寺遠行が希望者により始まる。翌1961年より全員参加の学校行事となる。
- 1963年4月　この年の新入生より定員550名（50名×11学級）。
- 1963年6月　映画「海軍」のロケ。
- 1967年4月　この年の新入生より定員500名（50名×10学級）。
- 1968年8月　西校舎竣工。
- 1971年7月15日　第1回甲鶴戦実施。
- 1973年3月26日　校舎別館竣工。
- 1974年4月　この年の新入生より定員550名（50名×11学級）。
- 1975年　「学校だより」の発行を開始。年誌『甲南』の職員研究部門を独立させ『甲南紀要』第1号を発行。
- 1976年　二中創立70周年を記念し、「追思の碑」の上部に中村晋也制作のブロンズ像を建立。
- 1979年　甲鶴戦の正式名称が「甲南・鶴丸スポーツ交歓会」と定められる（第9回大会）。
- 1980年　ドーム内を甲南美術館として活用。
- 1981年　西校舎増築および西校舎新館新築。
- 1982年10月9日　交通事情により妙円寺遠行を廃止し、それにかわる鍛錬行事として薩摩半島縦走を開始。
- 1983年4月　この年の新入生より定員495名（45名×11学級）。
- 1984年　年誌『甲南』の生徒文芸作品部門を独立させ『文芸甲南』第1集を発行（国語科）。
- 1989年3月　正面入り口左に鎌田要人（二中32回卒）書の校訓碑建立。
- 1992年8月17日　彫刻家安藤照（二中卒）製作「古賀毅校長（現校舎建築に尽力）胸像」の寄贈を受ける。
- 1994年4月　二人教頭制に移行。
- 1995年2月　推薦入学者選抜（面接・作文）実施。
- 1995年11月　図書室の改修完成。
- 1996年4月　この年の新入生より定員430名（43名×10学級）。
- 1996年7月　第1回国外体験学習（2年生、オーストラリア）。新屋内運動場改築工事着工。
- 1996年9月　「追思の碑」周辺を、二中創立90周年を記念して整備した、記念庭園「追思の森」完成。
- 1996年11月　タイムカプセル埋設（新屋内運動場玄関下）。
- 1997年4月　この年の新入生より定員400名（40名×10学級）。
- 1997年10月18日　武道場（旧二中講堂、1932年11月竣工）および体育館（1966年竣工）の閉場記念式挙行。
- 1998年2月7日　屋内運動場（アリーナ、武道場、屋内プール等を有す）竣工。
- 1998年　他高校との交流促進（県内は大島高校、県外は熊本の済々黌、国外はともにオーストラリアのイプスウィッチ高校、レッドバンク・プレーンズ高校と交流）。
- 1999年2月8日　オーストラリアのイプスウィッチ高校と姉妹校盟約調印（2004年2月に延長締結）。
- 2001年　総合的な学習および進路学習としてKIプロジェクトを考案、導入。
- 2001年5月　卒業生[10]講演事業「甲南塾」創設。
- 2002年4月　この年の新入生より定員360名（40名×9学級）。
- 2003年　イラク戦争やSARSウイルス流行の影響で国外体験学習中止（次年度より再開）。かわりに国内体験学習実施。
- 2005年4月　この年の新入生より定員320名（40名×8学級）。
- 2007年7月　校舎本館（1928年着工、1930年竣工）が国の登録有形文化財に登録される。
- 2007年10月　2006年の二中創立100周年記念事業として計画された「二甲記念館」が竣工。
- 2008年6月　航空費燃料代高騰により、この年から国外体験学習にかわり国内での修学旅行を実施。
- 2008年9月11日　 北京五輪400mR銅メダリスト宮下純一選手（甲南53期卒）に学校栄誉賞授与。
- 2010年　屋上緑化施設完成。
- 2015年4月　文部科学省よりスーパーグローバルハイスクール (SGH) に指定される(2015年度～2019年度)。あわせて総合的な学習「KIプロジェクト」を「W-KIプロジェクト」にリニューアル[11]。
- 2015年度　同窓会による生徒海外派遣事業「めざせ!! 21世紀薩摩スチューデント」開始。1年生有志を毎年度9月に台湾に派遣、2年生有志を毎年度3月にイギリスへ派遣[11]（スーパーグローバルハイスクール満了の2019年度をもって台湾派遣は終了、イギリス派遣は継続[12]）。
- 2015年6月　翌2016年の二中創立110周年記念事業を兼ね、赤﨑勇（二中40回卒）ノーベル物理学賞受賞記念碑を設置（2014年12月の受賞を記念）。
- 2018年　二甲記念館2階の校史資料室「メモリアルルーム」をリニューアルし「KONAN CLUB HOUSE」と改称[13]。
- 2020年4月　文部科学省よりスーパーサイエンスハイスクール（SSH）に指定される（2020年度～2024年度）[14]。

## 教育方針
- 近代日本に多くのリーダーが輩出した鹿児島の地にある高校として、ボーダーレス化が進むグローバル社会をたくましく生き抜いていく「地球規模でものを考えるリーダーの育成」を新たな教育方針としている。この教育方針の達成のため、特徴的な教育活動のひとつとして、2001年から「KIプロジェクト(Konan Innovation Project) 」と呼ぶ課題探求型の独自の総合的な学習の時間に取り組んでいる[15]。
- 国際社会で活躍できる基本的資質として特に重要な、(1) 人間性 (humanity)、(2) 創造性 (creativity)、(3) 指導力 (leadership) の3つの資質を養成することを目標としている[16]。

## 主な行事
- 甲南・鶴丸スポーツ交歓会（後述）
- 甲南塾（後述）
- 甲南タイム（通年）
- 体育祭（9月）
- 文化祭（9月）
- 薩摩半島縦走（10月）
- W-KIプロジェクト
  - テーマ学習・課題研究・発表、大学出張講義、ディベート活動、表現力研修、卒業生職場訪問、海外研修プログラム（同窓会による有志選抜生徒イギリス派遣）[17]
- パワーアップセミナー（1年次、学習指導）
- 修学旅行（2年次、国内）

甲鶴戦
- 鹿児島県立鶴丸高等学校とのスポーツ交流戦で、「こうかくせん」と読む。第9回大会で正式名称が「甲南・鶴丸スポーツ交歓会」と定められたが、その際「何もかも鶴丸から先でなくていいではないか、カッコウ戦はカッコー悪い」という意見があった[18]。スポーツの交歓を通して両校の親睦を図り、両校それぞれの生徒としての自覚と連帯感を高めることを目的として、1971年（昭和46年）から始まった。旧制中学校時代にも、一中と二中の間で柔道などの定期戦が行なわれていた[19]。毎年4月に実施され、陸上競技、球技、武道、競泳の15競技17種目（2008年（平成20年）現在）で勝敗を競う。

甲南塾
- 社会の第一線で活躍している先輩の考え方や生き方に学ぶことを目的に、新しい教育方針の実現を図るための一環として2001年（平成13年）から始まった[20]。
- 年に5回程度卒業生[10]を招いて講演会を行い、先輩との接触・交流を図ることにより、甲南生としての自覚とアイデンティティの確立を目指している[20]。
- すでに招待された講演者のなかには、学界人や経済界人などのほか、タレントの恵俊彰や指揮者の下野竜也などがいる。

## 登録有形文化財（本館）

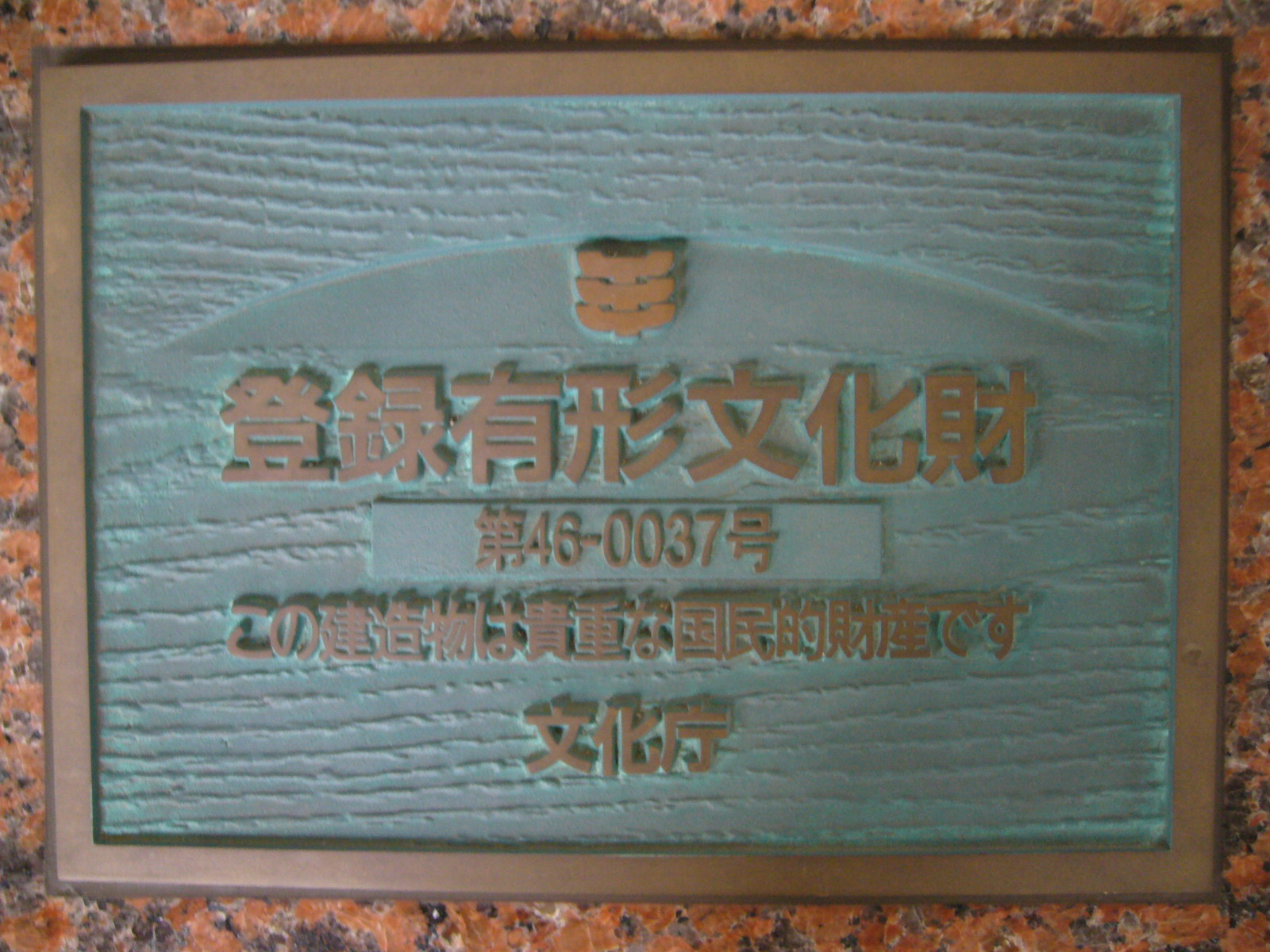
有形文化財登録証

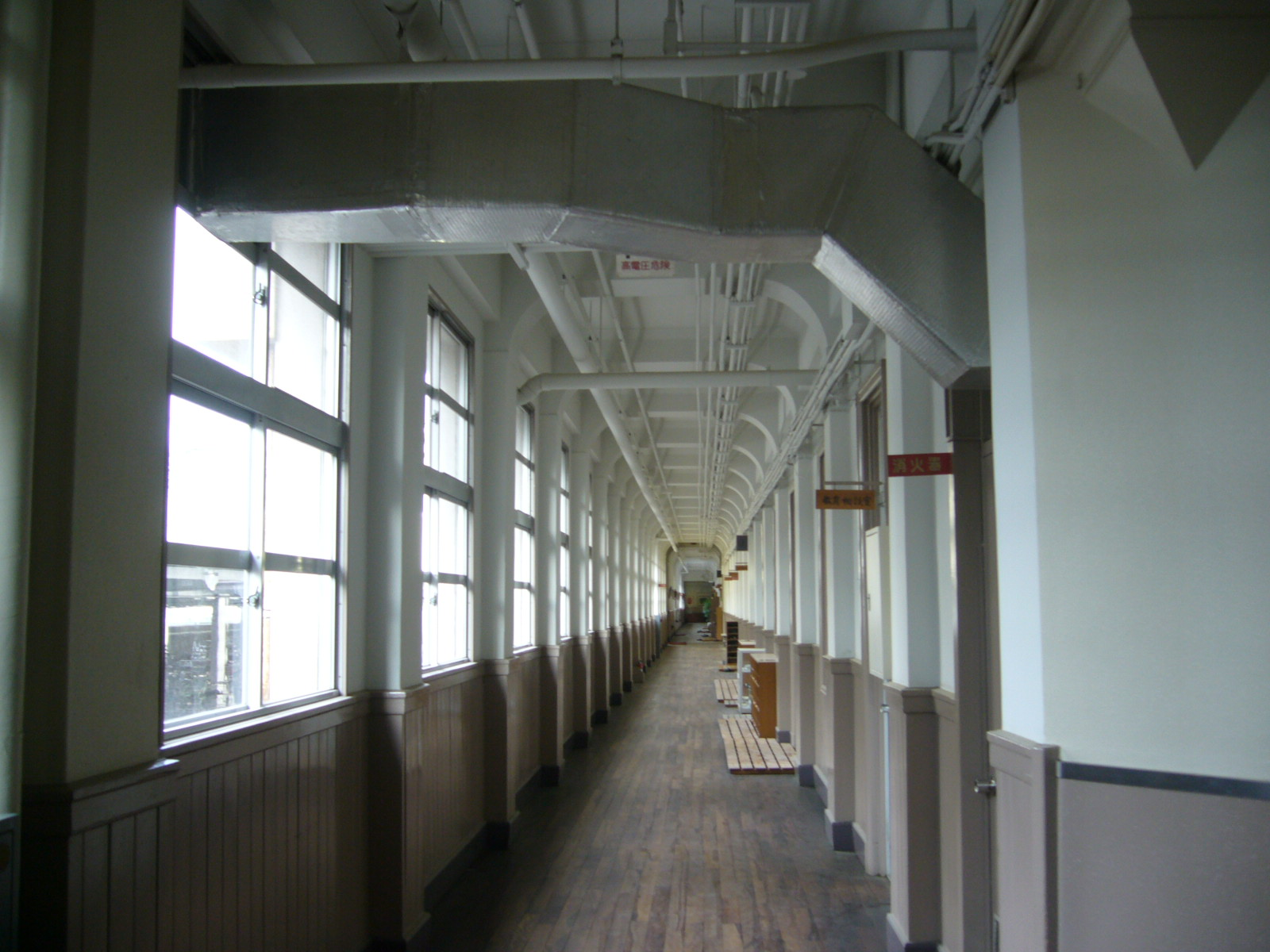
本館廊下（一階）

- 2007年（平成19年）7月31日、本館が国の登録有形文化財に登録された。

登録番号
- 第46-0037号

登録基準
- 「（2）造形の規範となっているもの。」に該当。
  - 初期のRC造学校建築。正面上部のドーム形塔屋が特徴的。

建物概要
- 鉄筋コンクリート造（一部鉄骨）の3階構造。
- 建築面積705坪（延べ床面積2,029坪）。
- 工事費336,518円30銭（当時）。
- 1930年（昭和5年）7月10日竣工（校舎設計6ヶ月、工事2年）。
- 九州の旧制中等学校では初の鉄筋校舎にして県内最古の高等学校校舎。
- 県内の中等教育機関（新制中学校・高等学校を指す）では唯一、奉安庫が校長室に残っている[21][22]。

建物配置
- 敷地の有効活用を念頭に3階建てとし、敷地端に両翼を配置、正面入口は両翼が接した角にある。この角は鈍角で接合している。西日の強い光線を教室から遠ざけるため、廊下は東側の棟では西側（校庭側）、北側の棟では北側（校庭の反対側）に配置されている[22]。

設計者
- 三上昇（鹿児島県技師）[23]
  - 日本近代建築総覧に「岩下松雄」と記されているが、鹿児島大学工学部名誉教授で鹿児島県文化財保護審議会委員の土田充義が、甲南高校校舎の設計について岩下に尋ねた際、設計を否定している。また、三上の息子は、鹿児島大学大学院理工学研究科の研究生の取材に対し、「父が設計したと伺っている」と答えている。なお、九州建築ガイドブックには「稲田実」とあるが、これについては不詳[21][22]。

## その他特色

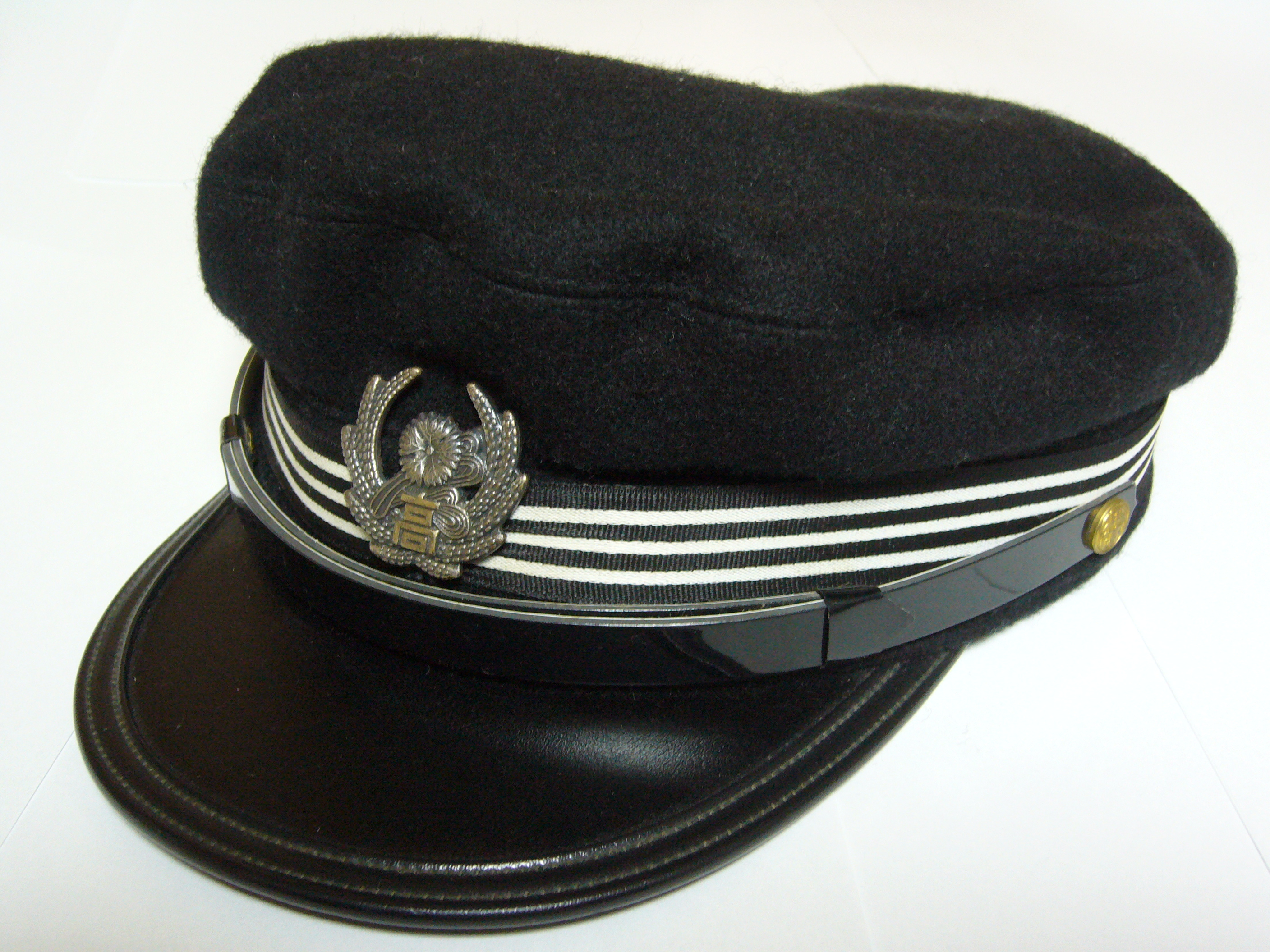
男子白線帽
- 制帽の白線3条は、戦後の学制改革の移行期である1948年から1949年の1年間だけ存在した（県立）鹿児島県鹿児島高等学校（六部制。第一部:旧工業学校、第二部:旧二高女、第三部:旧一高女、第四部:旧二中、第五部:旧一中、第六部:旧履正中（夜間課程））の制帽に付けられていた3条の白線を受け継いだものだが、前身二中の制帽にも白線1条があった[24]。

小説『海軍』・映画『海軍』
- 二中の卒業生で、軍神と言われた横山正治海軍少佐をモデルにした岩田豊雄（獅子文六）の小説『海軍』が、1942年（昭和17年）の7月から12月まで朝日新聞に連載された。
- この作品は、戦中の1943年（昭和18年、松竹、主演・山内明）と戦後の1963年（昭和38年、東映東京、主演・北大路欣也）の2度、同タイトルにて映画化（海軍 (映画)を参照）。2度とも同校でロケが行われ、映画には当時の鹿児島市内や同校の風景が映し出されている。在校生や教職員もエキストラとして出演した[25][26]。

甲南通りと二中通り
- 鹿児島中央駅前から、当校正門近くにある高麗本通り「甲南高校前交差点」まで約500メートルの道を「甲南通り」と呼ぶ。戦後、二中が甲南高校に改称してから名付けられたもの。
- 当校正門近くにある高麗本通りの「甲南高校前交差点」から、鹿児島市立甲南中学校南側を通り県道20号へと至る約300メートルの道を「二中通り」と呼び、そこに位置する店舗は「二中通り商店街」を形成している。二中通りから県道20号に出た場所に「二中通停留場」が設置されている。

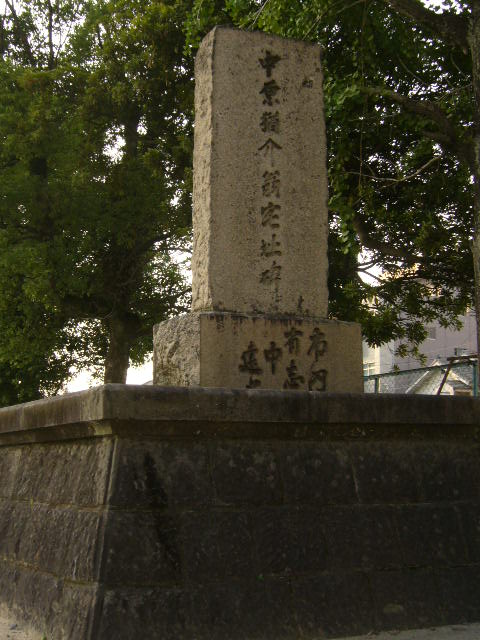
中原猶介翁宅址碑
同校南門すぐ内側には、中原猶介の居宅跡を示す石碑がある。建立当初は現在の正門付近にあったが、1930年の現鉄筋校舎改築の際、現在地に移築された。

## 部活動一覧
2020年4月現在。

### 文化系部
- 文学部 - 1951年（昭和26年）に創部し、翌1952年（昭和27年）秋に機関誌『深海魚族』創刊[30]。出身者に作家の宮内勝典や相星雅子、ドイツ文学者の谷川道子東京外国語大学名誉教授、映画監督の大重潤一郎らがいる[31][32][33]。いわゆる文芸部だが、甲南高校では「文学部」と称している。
- 演劇部 - 学制改革後の草創期は貴重だった標準語を喋れる生徒を勧誘して部員を集め、その当時の部員に椎原邦彦（俳優）、家弓家正（声優）、浦野和夫（ラジオタレント）らがいる[34]。また、その数年後に所属した和田周（俳優・劇作家）によると、当時の演劇部は伝統的に（「何を表現するか？」より）「どう表現するか？」に軸足をおいていた[35]。
- 自然科学部 - 2019年度新設[36]。それ以前は自然科学系の部として物理部・化学部・生物部・地学部が存在[37]。
- 音楽部 - 合唱と軽音楽に分かれて活動
- 吹奏楽部 - 正課クラブの管楽アンサンブルのメンバーが中心となり設立し、1982年（昭和57年）度公認[38]。
- 美術部 - 二中美術部から引き継がれ、甲南高校3期が2年生のときに県下の高校美術部に呼びかけて第1回高校美術展を開催[39]。甲南高校初期は洋画家で美術教員の鮫島梓（旧二中教員）、鯨津政男、春田安喜子（ともに旧二高女教員）らが指導し、主な出身者に伊牟田経正、大嵩禮造、折橋真理子、木下貴雄、児浦純大、小森園綾子、鮫島新作、文田哲雄、山下玲司（以上洋画家）、尾前喜八郎（陶芸家）、木佐貫煕（彫刻家）、山路清美（写真家）、桐野三郎（エッセイスト）など[40]。
- 書道部
- 茶道部
- 写真部
- 放送部（KBC） - 元々は放送委員会内の放送実行委員会である。通称はKBC（Konan Broadcasting Clubの頭文字、放送実行委員会時代はKonan Broadcasting Committee）。
- JRC部 - Junior Red Cross（青少年赤十字）の略。ボランティア活動を行っている。
- ESS - 英会話部、同好会から昇格
- 百人一首部 - 同好会から昇格
- 将棋部 - 同好会から昇格

### 運動系部
- 卓球部
- バレーボール部
- バスケットボール部
- バドミントン部
- ダンス部 - 1949年（昭和24年）に「器械体操部」として設立。1972（昭和27年）に団体徒手競技開始に伴い「体操部」と改称。その後「新体操部」となり新体操とダンスを中心に活動した。現在は「ダンス部」として活動している。
- 水泳部 - 旧制時代の1938年（昭和13年）に県下初のバタフライ選手を擁した。また、出身者の北京オリンピック競泳男子メドレーリレー銅メダリスト宮下純一が高校3年次の体育祭部活動対抗リレーにて水泳部員全員で赤ふんどしで走り、現在でも水泳部部長は赤ふんどしでアンカーを務めることが伝統になっている[41]。
- 柔道部
- 剣道部
- 空手道部
- ソフトテニス部
- テニス部
- 弓道部
- ラグビー部 - 二中時代の1947年（昭和22年）に創部、ラグビー部としては県内最古。
- サッカー部
- 野球部 - 二中創立時（1906年（明治39年））に設立され、同年の七高主催県下中等学校争覇戦で優勝した[42]。ただし、二中学友会会則制定が1920年（大正9年）なので学友会組織としての設立はその年である。1932年（昭和7年）には有村家斉投手（のち大洋ホエールズ所属のプロ野球選手）を擁して第1回全九州中等学校野球大会準優勝。1934年（昭和9年）にも西郷準投手を擁して第3回同大会準優勝[43]。
- 陸上部
- ハンドボール部

### 同好会
- 応援団
- クイズ研究会
- 家庭クラブ

## 各活動の主な実績
全国高等学校総合文化祭出場歴のある部活動
- 文学部
- 放送部
- 美術部
- 書道部
- 音楽部
- 吹奏楽部
- 物理部
- 将棋同好会
- 百人一首同好会
- 囲碁同好会

NHK杯全国高校放送コンテスト
- 放送部

多数回出場のうち、以下の決勝進出・優勝歴
- 1990年（平成2年）、第37回NHK杯全国高校放送コンテスト朗読部門で全国大会決勝大会出場。
- 2007年（平成19年）、第54回NHK杯全国高校放送コンテスト創作テレビドラマ部門で優勝。作品名『画家と筆』。
- 2011年（平成23年）、第58回NHK杯全国高校放送コンテスト朗読部門で優勝。翌2012年3月の第84回選抜高等学校野球大会（春の甲子園）で開会式司会を務めた。

その他の各種文化系全国大会・コンクール出場歴のある部活動
- 書道部
- 音楽部 - 全国合唱コンクール
- ESS - 全国高等学校英語ディベート大会、高校生英語弁論大会
- 将棋同好会 - 全国高等学校将棋竜王戦

全国高等学校野球選手権大会（旧・全国中等学校優勝野球大会、夏の甲子園）
- 野球部

二中時代を含めて2度出場
- 1930年（昭和5年）第16回大会出場 - 新校舎建設中で校庭が使えず定まった練習場所が無い環境で練習し出場を決めた。この当時の地区予選は南九州大会。
- 1953年（昭和28年）第35回大会出場 - この当時の地区予選は東九州大会で、この翌年より鹿児島県は一県一代表となる。
- 1934年（昭和9年）、県大会で優勝し南九州大会（甲子園予選）も決勝に進むが、熊本工（その年の甲子園で準優勝）に敗れ準優勝。1947年（昭和22年）の南九州大会（甲子園予選）も準優勝で惜しくも甲子園出場ならず。

全国高等学校ラグビーフットボール大会（通称花園）
- ラグビー部

4度出場
- 1950年（昭和25年）度　第30回大会出場（県勢初）
- 1951年（昭和26年）度　第31回大会出場（2年連続出場）
- 1965年（昭和40年）度　第45回大会出場（ベスト8）
- 2006年（平成18年）度　第86回大会出場（学校創立100周年のこの年に41年ぶりの出場）

全国高等学校総合体育大会等に出場歴のある部活動
- 空手道部
- 陸上部
  - そのうち、2010年は男子100メートル第2位
- 弓道部
- 水泳部
  - そのうち、2000年は宮下純一が男子100m背泳第5位、2015年は200mバタフライ第8位、2019年は200m個人メドレー6位・400m個人メドレー7位
- ハンドボール部
  - そのうち、1950年は第4位
- バドミントン部
  - その他、全国ジュニアオリンピック大会出場歴あり
- 庭球部（現ソフトテニス部及びテニス部）、ソフトテニス部
  - その他、庭球部時代の1951年全日本大会第3位
- 剣道部
  - そのうち、1957年はベスト8、1925年は旧制二中の出場
- 器械体操部、体操部
- 柔道部
  - そのうち、1925年は旧制二中の出場
- ヨット部
  - 1971年にFJ級全国8位・スナイプ級全国1位

国民体育大会出場歴のある部活動
- 空手道部
- 陸上部
- ハンドボール部
- 水泳部
  - そのうち、1979年は第2位、1981年は第6位、2007年は少年男子B400m自由形第2位、2009年は少年男子A400m自由形第3位
- 庭球部（現ソフトテニス部及びテニス部）、ソフトテニス部
- 器械体操部、体操部
- 柔道部
  - そのうち、1931年は旧制二中の明治神宮体育大会
- バレーボール部（旧制二高女時代（1941年明治神宮体育大会））

世界大会
- 陸上部
  - 2011年度　アジアジュニア選手権陸上競技男子200m第3位（銅メダル）
  - 2014年　世界ジュニア陸上競技選手権大会出場

新聞コンクール
- 新聞部、新聞委員会、広報委員会
  - 1954年、全国高校新聞コンクール第4位。1961年、同コンクール佳作。
  - 県高校新聞コンクールにて第1席多数。

その他
- 2003年7月、第51回全国家庭クラブ研究発表大会文部科学大臣賞受賞。
- 2006年4月、読書活動優秀実践校文部科学大臣表彰受賞。
- 2006年11月、学校保健文部科学大臣表彰受賞。
- 2010年、第64回滝廉太郎記念全日本高等学校声楽コンクール最優秀賞。